# كرزيستوف بوترا
كرزيستوف بوترا (بالبولندية: Krzysztof Jakub Putra)‏ هو سياسي بولندي، ولد في 4 يوليو 1957 في بولندا، وتوفي في 10 أبريل 2010 في سمولينسك في روسيا بسبب حادث تحطم طائرة الرئيس البولندي. حزبياً، نشط في حزب العدالة والقانون البولندي. وقد انتخب عضو سيم ‏.